# Ceolfrith
Ceolfrith ou Ceolfrid est un moine bénédictin anglo-saxon né vers 642 et mort le 25 septembre 716 à Langres.

## Biographie
Né dans une famille noble de Northumbrie, Ceolfrith choisit d'entrer dans les ordres et devient moine à Gilling en 660, puis à Ripon, où il est ordonné prêtre à l'âge de vingt-sept ans. En 674, Benoît Biscop l'invite au monastère Saint-Pierre de Wearmouth, dont il devient prieur. Il est le premier abbé du nouveau monastère Saint-Paul de Jarrow édifié à proximité. Il succède également à Benoît à la tête de Wearmouth. Sous son autorité, les deux monastères deviennent un important centre culturel, qui accueille Bède le Vénérable et dont le scriptorium réalise trois copies de la Vulgate de Saint Jérôme. Il meurt sur la route de Rome, alors qu'il apporte le Codex Amiatinus en cadeau au pape Grégoire II, à l'âge de soixante-quatorze ans,. Hwætberht est élu pour lui succéder comme abbé de Jarrow.
Après sa mort, ses reliques sont transférées à Wearmouth, bien que l'abbaye de Glastonbury affirme les avoir récupérées au Xe siècle. Il est fêté le 25 septembre. Il est l'objet d'une hagiographie anonyme, rédigée peu après sa mort.